# Günther Herrmann
Günther Herrmann (Trier, Alemania nazi; 11 de septiembre de 1939 – Suiza; 22 de julio de 2023) fue un futbolista alemán que jugó en las posiciones de centrocampista y delantero.

## Carrera

### Club
| Periodo   | Club            |
| --------- | --------------- |
| 1956–1958 | Eintracht Trier |
| 1958–1963 | Karlsruher SC   |
| 1963–1967 | FC Schalke 04   |
| 1967–1968 | Karlsruher SC   |
| 1968–1975 | FC Sion         |

### Selección nacional
Jugó para Alemania Federal en nueve ocasiones de 1960 a 1967 y anotó un gol el 22 de junio de 1967 ante Bulgaria. Participó en la Copa Mundial de Fútbol de 1962.

## Logros
- Campeonato de fútbol de Alemania Meridional (1): 1959/60
- Oberliga Süd (1): 1959/60
- Challenge League (1): 1969/70
- Copa de Suiza (1): 1973/74